# Friedrich Wilhelm (Schiff, 1827)
Die Friedrich Wilhelm war nach der Concordia das zweite deutsche Dampfschiff, und das erste von der „Preußisch-Rheinische Dampfschiffahrtsgesellschaft“ (PRDG), der späteren Köln-Düsseldorfer, in Auftrag gegebene Schiff, das im Linienverkehr auf dem Rhein eingesetzt war.
Auf Grund der positiven Erfahrungen, die im September 1825 bei der Versuchsfahrt mit der De Rijn gemacht worden waren‚ beschloss die 1825 gegründete „Dampfschiffahrtsgesellschaft von Rhein und Main“ den Kauf von zwei Raddampfern von der „Nederlandsche Stoomboot Maatschappij“ (Niederländische Dampfschiffahrtsgesellschaft), die Concordia und die Friedrich Wilhelm, um mit diesen den Linienverkehr zwischen Mainz und Mannheim und Mainz und Frankfurt aufzunehmen.
Die Friedrich Wilhelm, ein Raddampfer aus Holz, wurde 1827 nach Plänen der NSM-Werft in Nieuw-Lekkerland gebaut. Das Schiff war 43,90 m lang, 5,00 m breit und hatte bei einem Tiefgang von 0,98 m 240 Tonnen Wasserverdrängung. Angetrieben wurde es von einer Einzylinder-Niederdruck-Dampfmaschine mit 70 PS Leistung. Sie war wie die Concordia sehr luxuriös ausgestattet und war am Bug mit einer goldenen Büste des preußischen Königs Friedrich Wilhelm verziert.
Das Schiff wurde am 26. Mai 1827 in Dienst genommen. Am 31. Mai fand die erste Fahrt von Mainz nach Holland statt. Mit an Bord war Königin Pauline von Württemberg, die sich auf einer Reise nach London befand.
Da sich bei der Lieferung der Concordia herausgestellt hatte, dass ihr Tiefgang zu groß für die Fahrt oberhalb von Mainz war, wurden sowohl die Concordia als auch die nahezu baugleiche Friedrich Wilhelm an die am 11. Juni 1826 gegründete „Preußisch-Rheinische Dampfschiffahrtsgesellschaft“ (PRDG) in Köln verkauft, die spätere Köln-Düsseldorfer. Unter deren Flagge versahen sie den Linienverkehr zwischen Mainz und Köln. Die Concordia begann diesen Dienst am 1. Mai 1827, die Friedrich Wilhelm am 1. Juli 1827. Die gut 200 km lange Fahrt von Mainz nach Köln dauerte etwa 10 Stunden. Für die Rückreise stromaufwärts brauchte man mit einer reinen Gesamtfahrzeit von 22 Stunden und 10 Minuten mehr als doppelt so lange: am ersten Tag ging es von Köln nach Koblenz, am zweiten Tag von Koblenz nach Mainz.
Innerhalb eines Jahres beförderte die Friedrich Wilhelm 19.235 Passagiere und 52.635 Zentner Güter.
Das Schiff wurde 1840 nach Holland verkauft und dort abgewrackt.